# Homaea
Homaea é um gênero de traça pertencente à família Arctiidae.